# Calvelo
Calvelo é uma povoação portuguesa sede da Freguesia de Calvelo do Município de Ponte de Lima, freguesia com 4,85 km² de área e 617 habitantes (censo de 2021), tendo, por isso, uma densidade populacional de 127,2 hab./km².

## Demografia
A população registada nos censos foi:
| Distribuição da População por Grupos Etários | Distribuição da População por Grupos Etários | Distribuição da População por Grupos Etários | Distribuição da População por Grupos Etários | Distribuição da População por Grupos Etários |
| -------------------------------------------- | -------------------------------------------- | -------------------------------------------- | -------------------------------------------- | -------------------------------------------- |
| Ano                                          | 0-14 Anos                                    | 15-24 Anos                                   | 25-64 Anos                                   | > 65 Anos                                    |
| 2001                                         | 141                                          | 104                                          | 357                                          | 142                                          |
| 2011                                         | 91                                           | 89                                           | 347                                          | 158                                          |
| 2021                                         | 68                                           | 62                                           | 320                                          | 167                                          |